# 존 빙
존 빙(John Byng, 1704년 10월 29일 - 1757년 3월 14일)은 영국의 해군 제독이다. 7년 전쟁 초기 메노르카섬 해전에서 ‘최선을 다하지 못했다’는 이유로 군법회의에 회부되어 총살형에 처해졌다.

## 어린 시절
존 빙은 초대 트린톤 자작 조지 빙의 넷째 아들로 잉글랜드의 베드포드셔에서 태어났다.
아버지 조지도 제독으로 윌리엄 3세의 즉위를 지원하였고, 이후 수많은 해전에서 승리를 거두며 왕의 신뢰를 받았다. 존은 14세에 영국 해군에 입대하여, 1718년 경에 조지는 재산과 명성을 쌓아온 화려한 경력을 가진 제독으로 간주되었다. 그는 1721년에 조지 1세에 의해 자작으로 서임되었다.
영국 귀족의 재산과 작위는 보통 장남이 모두 상속하였고, 존 빙은 자신의 영토를 얻을 필요가 있었다. 그러나 그가 해군에서 고속 승진할 수 있었던 것은 아버지 조지의 후광이 크게 작용하고 있었던 것이다. 결국 아버지와 아들의 인생은 전혀 다른 결말을 맞이하게 된다.
당초 존 빙은 지중해에서 임무를 시작했다. 1723년에 19세의 나이로 해군 중위가 되었고, 4년 후에는 20문 슬루프 ‘지브랄타’(HMS Gibraltar)의 함장이 된다. 그는 1739년까지 지중해에 배치되어 있었지만, 주목할 만한 사건은 없었다. 1742년, 빙은 뉴펀들랜드 총독에 임명되었다.
그 후 1745년에 소장으로, 1747년에는 중장으로 승진했다. 빙은 대체로 편안한 해역에 배치되는 경우가 많았고, 해군에서는 그다지 어려운 임무를 체험하지 못했다.

## 미노르카 해전

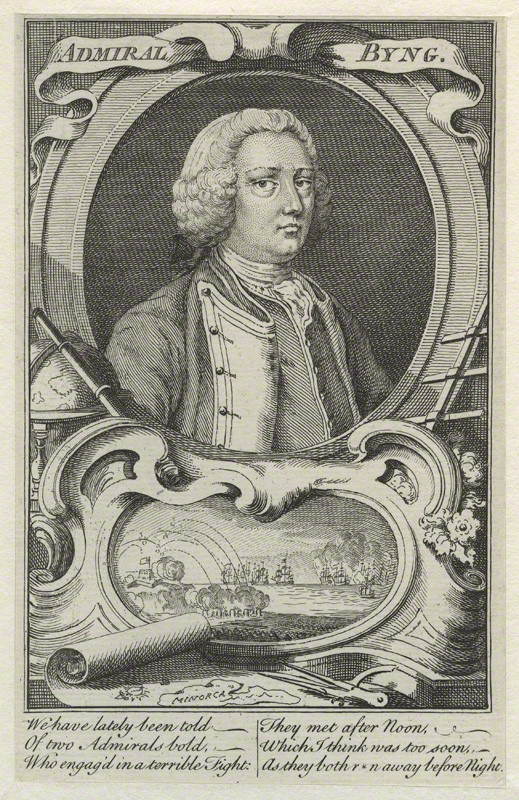
We have lately been told
Of two admirals bold,
Who engag'd in a terrible Fight:
They met after Noon,
Which I think was too soon,
As they both ran away before Night.

스페인 왕위 계승 전쟁 중인 1708년에 영국은 메노르카섬을 점령하고 그 이후 반세기 동안 영유 계속했다. 그러나 미노르카는 툴롱 함대의 위협에 노출되어 있으며, 프랑스는 1756년에 7년 전쟁이 시작되자 메노르카섬을 침공했다.
이에 따라 영국 정부는 빙에게 마온 항구의 세인트 필립 요새를 구원하라고 명령을 내렸다. 빙은 원정 준비에 자금과 시간이 충분하지 않다고 호소했지만 이의는 수용되지 않았다. 또한 출항 명령이 5일 늦어진 사태도 발생하였고, 이것은 원정의 성패에 결정적인 영향을 주었다. 따라서 빙에 주어진 것은 부족한 운용 인력과 10척의 노후된 전열함 밖에 없었다. 또한 요새 수비대를 증원하기 위해 해병대를 파견하면 인력 부족은 위험할 정도로 심각해지게 될 터였다.
빙은 사전에 남겨둔 서한에서 메노르카섬 방어를 절망적으로 여겼고, “곤란해지면 즉시 지브롤터로 되돌아올 생각이다”라고 말하고 있다. 그는 또한 지브롤터에서 중요한 보고서를 해군본부에 보냈다. 총독이 마온 항구에 병력 파견을 거부한 것이다.
빙은 5월 8일에 지브롤터를 출발했다. 프랑스는 영국 전대가 미노르카에 도착하기 전에 이미 1만 5천명을 상륙시켰다. 19일 빙은 미노르카 서쪽 해안에 도착했지만, 증원 병력을 상륙시키기도 전에 프랑스 전대와 조우한다.
메노르카섬 해전은 다음날 20일에 시작되었다. 빙의 전대는 바람을 등졌고, 가릴소니에르 후작의 프랑스 전대에 얕은 각도에서 보통 항해하며 접근해 갔다. 따라서 영국의 선두함이 교전을 시작했을 때, 빙의 주력 ‘라미리즈’(HMS Royal Katherine)를 포함한 후속함은 사정거리 밖에서 있었다. 선두함은 공세로 심하게 손상되어 전열을 이탈한다. 라미리즈의 기함 함장은 전열을 무너뜨리고도 프랑스 전대의 중심부를 공격할 것을 진언했지만, 빙은 거부한다. 비슷한 행동을 취했던 토마스 매튜스 제독이 군법회의에 회부되었기 때문이다. 결국 프랑스 전대는 같은 규모의 영국 전대로부터 무사히 도주하게 된다.
해전이 끝난 후 빙은 4일 미노르카 주변에 머물렀지만, 프랑스 전대를 다시 포착할 수 없었다. 그래서 빙은 일단 지브롤터로 되돌아 와서 부상자를 내리고, 함을 수리한 후 다시 세인트 필립 요새로 구원을 가기로 결정했다. 그러나 이 계획을 실행에 옮기기 전에 본국에서 연락이 와서 빙을 해임하고, 그를 구금해 버렸다. 한편 요새는 6월 29일에 항복하고 모든 장병은 영국에 돌려 보내지게 된다.

## 군법 회의
요새를 잃었다는 소식은 동료 장교와 영국 국민을 분노케 했다. 빙은 본국으로 송환되어 〈전시 복무 규정〉(Articles of War) 위반으로 군법회의에 회부되었다. 이 규정은 당시 적을 상대로 최선을 다하지 않은 장교를 처벌하기 위해 개정된 규정이었다. 여기에는 오스트리아 왕위 계승 전쟁 중인 1745년에 44문 프리깃 앵글씨함(Anglesea)의 베이커 필립스 해군 중위가 총살당한 사건과 관련이 있었다. 앵글씨의 엘튼 함장이 포격을 당해 전사한 후 지휘권을 물려받은 필립스는 프랑스에 항복할 수밖에 없었다. 그는 이것이 ‘최선’이라고 판단한 것이다. 재판에서는 엘튼의 잘못이 밝혀졌음에도 불구하고, 해군의 고위 관리들에게 필립스의 처형이 승인되었다. 그들은 같은 계급의 장교들에게 잘 보여주던 관대함을 젊은 해군 중위에게 발휘하지 않았던 것이다. 필립스의 처형은 포츠머스 정박지에서 집행되었다. 이 불공정한 심판은 영국 국민을 격노케 하였고, 〈전시 복무 규정〉은 적과 교전 시에 ‘최선을 다하지 않는’ 장교 모두를 사형하도록 개정되었다.

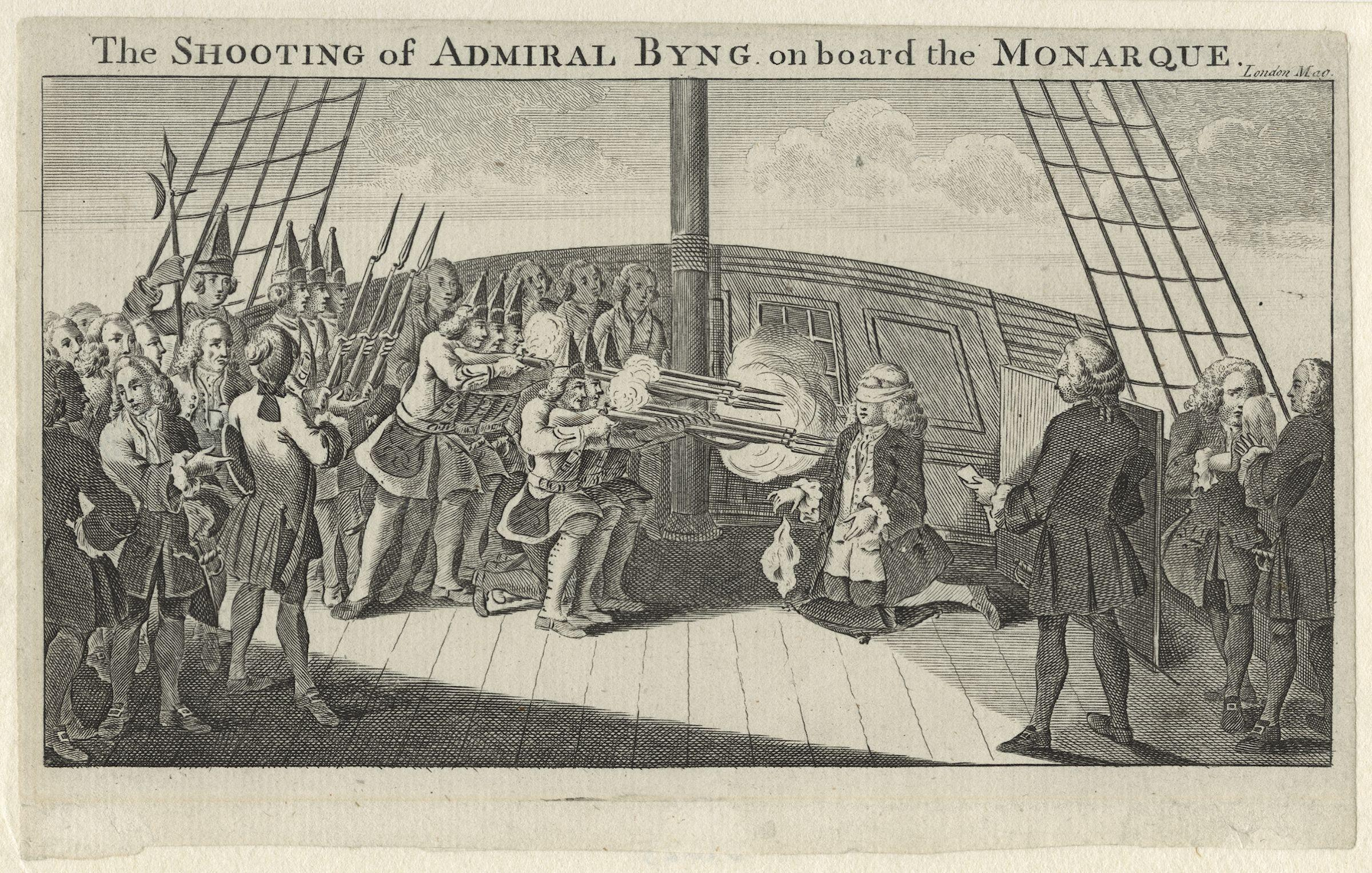
빙 제독의 총살형, 작자 미상

빙의 재판은 1756년 12월 28일에 포츠머스 항에 정박해 있던 96문 포함 세인트 조지(HMS St George)에서 소집되었다. 주재 장교는 토머스 스미스 제독과 프랜시스 홀번 부제독, 핸리 노리스 그리고 토머스 브로드릭 그리고 9명의 함장 패널이었다. 평결은 4주 후인 1757년 1월 27일 내려졌다. 빙의 미노르카 원정 과정의 작전을 해석을 설명하는 일련의 결의안 형태였다. 빙의 개인적인 소심함에 대해서는 무죄가 내려졌다. 그러나 프랑스와 교전을 벌일 때 함대를 집결시키지 못한 것과 너무 기함이 먼 곳에서 사격을 해서 유효타를 내지 못한 것, 지브롤터로 즉각 돌아오지 말고 요새로 구원하러 갔어야 했던 점 등 몇 가지 주요한 증거들이 발견되었다. 결국 이러한 작전의 결과로 군법회의는 빙이 적과 교전을 벌이거나 격파하는데 최선을 다하지 않았고, 교전 수칙 12조를 위반했다고 결론내렸다.
군법회의에 전시복무 규정을 왜곡할 권한이 없기 때문에, 빙은 자동으로 총살형이 확정됐다. 그러나 심의에 참가한 장교들은 빙이 국왕의 특별사면을 받을 것으로 기대하고 해군 본부에 중재를 의뢰한 것이다. 형벌의 무게뿐만 아니라, 해군 본부가 빙에게 모든 책임을 전가시켜 비난을 피하려 했다는 견해가 퍼졌기 때문에 처음에는 빙의 엄벌을 기대했던 해군 장교나 국민들은 빙을 동정하기 시작했다. 당시 하원의 의장이었던 채텀 백작 윌리엄 피트는 왕에게 “폐하! 하원은 자비를 바라고 있습니다”라고 호소했지만, 조지 2세는 “당신은 나에게 하원의 법감정이 국민의 그것과는 다르다는 것을 가르쳐 주었다”고 응답했다. 결국 왕의 사면은 얻지 못하고, 1757년 3월 14일에 전열함 ‘모나크’ 함상에서 빙의 처형이 집행되었다.

## 영향
볼테르는 소설 《캉디드》를 통해 빙의 처형을 풍자했다. 포츠머스에서 캉디드는 어떤 해군 장교의 총살을 목격하고 이런 말을 남긴다.
| “ | 이 나라는 때때로 제독을 총살하는 것이 후진을 성장하게 만들거라고 여긴다 | ” |

이 시대의 제독으로 처형된 것은 빙이 마지막이다. 그리고 22년 후 복무규정에서는 “사형 또는 위반의 성격과 정도에 따라 다른 바람직한 형벌”로 규정이 완화되었다. 또한 2007년에 빙의 자손이 영국 정부에 명예회복을 요구했지만 국방부는 거부했다. 친족과 베드포드셔 사우스힐에 있는 지원 단체는 앞으로도 사면을 계속 요구할 것을 표명하고 있다.
빙의 처형은 ‘영국 역사상 최악의 합법적 살인’이라고 불리고 있다. 그러나 다른 한편으로는 해군 장교의 강화에 도움이 되었다고 평가할 수도 있다. 처형으로 인해 외국 해군에 비해 우수한 공격적인 태도가 나타나 질적 우위로 이어진 것이다. 패전의 위험을 무릅쓰지 않으면 확실하게 처벌받는다는 것을 알게 하였고, 지휘관들의 분전은 대영 제국의 형성과 국방에 기여했다.

## 같이 보기
- 메노르카섬 해전